# وایت کلی (نبراسکا)
وایت کلی(به انگلیسی: White Clay) شهری در ایالت نبراسکا کشور ایالات متحده آمریکا است که جمعیت آن در سرشماری سال ۲۰۱۰ میلادی، ۱۰ نفر بوده‌است.